# Efter- og videreuddannelse
Efter- og videreuddannelse eller videre- og efteruddannelse bruges ofte som en fællesbetegnelse for følgende to postgraduate uddannelsestyper:
- Efteruddannelse
- Videreuddannelse

| Skole | Spire Denne artikel om en skole, en uddannelsesinstitution eller uddannelse er en spire som bør udbygges. Du er velkommen til at hjælpe Wikipedia ved at udvide den. |